# Elementary (seizoen 5)
Het vijfde seizoen van Elementary liep van 2 oktober 2016 tot en met 21 mei 2017 en bevatte vierentwintig afleveringen.

## Rolverdeling

### Hoofdrollen
- Jonny Lee Miller - Sherlock Holmes
- Lucy Liu - dr. Joan Watson
- Aidan Quinn - hoofdrechercheur Toby Gregson
- Jon Michael Hill - rechercheur Marcus Bell

### Terugkerende rollen
- Nelsan Ellis - Shinwell Johnson
- Jordan Gelber - medisch onderzoeker Eugene Hawes

## Afleveringen
| Nr. | Aflevering | Titel                                  | Regisseur        | Schrijver(s)                     | Selectie gastrollen | Uitzenddatum     |  |
| --- | ---------- | -------------------------------------- | ---------------- | -------------------------------- | --- | ---------------- |  |
| 97 | 1          | Folie à Deux                           | Christine Moore  | Robert Doherty Jeffrey Paul King | Lee Tergesen - Cray Fielder Matthew Del Negro - Nathan Resor Bianca Amato - Elizabeth Resor Lorenzo Pisoni - tuinman                                                                 | 2 oktober 2016   |  |
| Wanneer een dodelijke ontploffing plaatsvindt met een zelfgemaakte explosief, denkt de politie dat er een connectie is met een aantal bomaanslagen van een aantal jaar geleden. Sherlock en Joan arriveren op de plaats van de bomaanslag, en Sherlock ziet dan iemand buiten staan die hij dan achtervolgd. De man kan echter ontsnappen van Sherlock, maar laat wel een vingerafdruk achter die bekend is in het politiesysteem. Het blijkt dat de man in het verleden gevangen heeft gezeten voor doodslag. Sherlock denkt dan dat hij een uitstekende verdachte op, maar sommige dingen kloppen niet met hem. Joan bezoekt Shinwell Johnson, een van haar laatste patiënten in haar tijd als chirurg en mede gevangene in de gevangenis van de verdachte man, voor meer informatie. Shinwell brengt de beste vriend in de gevangenis van de verdachte onder haar aandacht. Sherlock kan dan bewijzen dat de beste vriend verantwoordelijk was voor de eerdere bomaanslagen, en dat zij nu samen werken in een oplichtingszaak om een makelaar te helpen met het winnen van een contract. Ondertussen mijmert Joan over haar tijd als afkickcoach, Sherlock moedigt haar dan aan om dit weer op te pakken met het helpen van Shinwell. Joan wil hem opzoeken en klopt bij hem aan de deur, Shinwell hoort haar kloppen en verstopt dan snel een pistool die hij in zijn hand had. |            |                                        |                  |                                  | |                  |  |
| 98 | 2          | Worth Several Cities                   | Guy Ferland      | Robert Hewitt Wolfe              | Jon Huertas - Halcon Francis Jue - Hu Annie Q. - Wendy Michael Mulheren - rechercheur Derek Goh - Kyle                                                                               | 16 oktober 2016  |  |
| Wanneer Sherlock wordt ontvoerd door een gewelddadig bendeleider moet Sherlock onder druk uitvinden wie de beste smokkelaar van de bende heeft vermoord. Zijn onderzoek wijst uit dat de moordenaar achter een Chinees kunstwerk aanzat. Hoogwaardigheidsbekleders uit China en Taiwan zoeken ook contact met Sherlock, omdat zij ook interesse hebben om dit kunstwerk terug te krijgen. Ondertussen vraagt Shinwell aan Joan of zij zijn dochter kan opsporen, dit omdat hij haar sinds zijn gevangenschap niet meer heeft gesproken. |            |                                        |                  |                                  | |                  |  |
| 99 | 3          | Render, and Then Seize Her             | Alex Chapple     | Jason Tracey                     | Gideon Glick - Dennis Karig Kim Director - Beth Stone Curtiss Cook - rechercheur Sybert Tonye Patano - Dolores Murphy                                                                | 23 oktober 2016  |  |
| Een moord leidt Sherlock en Joan naar een onderzoek van een weekoude ontvoering voor losgeld. De man van de ontvoerde vrouw, directeur van een groot bedrijf, had de ontvoering niet gemeld aan de politie uit vrees voor haar leven. De oplossing blijkt te liggen in manipulatie van videobeelden, en de muziek van Steve Winwood. Ondertussen ontdekt Sherlock dat Paige, de vriendin van Gregson, persoonlijk failliet is omdat zij geen medische verzekering meer heeft. Nu wil hij Gregson zien over te halen om met haar te trouwen voor financiële steun. |            |                                        |                  |                                  | |                  |  |
| 100 | 4          | Henny Penny the Sky Is Falling         | John Polson      | Bob Goodman                      | Richard Thomas - Mitch Barrett Rob McClure - Grant Huber Gordon Clapp - deputy chief Prosky Linda Powell - Salazar Suzy Jane Hunt - Susan                                            | 30 oktober 2016  |  |
| Wanneer een financiële analist wordt vermoord gaan Sherlock en Joan op onderzoek uit, en komen dan terecht in een wereld van planetoïdeonderzoek. Ondertussen probeert Gregson Sherlock en Joan in zijn team te houden, wanneer zijn afdeling geselecteerd is voor een onderscheiding voor hun werk. |            |                                        |                  |                                  | |                  |  |
| 101 | 5          | To Catch a Predator Predator           | Guy Ferland      | Tamara Jaron                     | Dorian Missick - Gilbride Conor Leslie - Molly Parsons Matthew Rauch - Garrett Lerner Philip Casnoff - Jack McGill                                                                   | 6 november 2016  |  |
| Wanneer een moord plaatsvindt op een man die een geheim leven leidde als premiejager , gaan Sherlock en Joan op onderzoek uit. Het slachtoffer jaagde op seksuele misbruikers die actief waren op datingsites, door ze in de val te lokken als slachtoffer en dan publiekelijk te schande te zetten. Ondertussen is Sherlock het niet eens met het plan van Joan om Shinwell te helpen met het vinden van een baan, nu hij problemen krijgt met zijn strafblad. |            |                                        |                  |                                  | |                  |  |
| 102 | 6          | Ill Tidings                            | Ron Fortunato    | Jeffrey Paul King                | Betty Gilpin - Fiona Helbron Julian Acosta - Mateo Lima Sendhil Ramamurthy - Ajit Dalal Katie Kreisler - Sydney Shea                                                                 | 13 november 2016 |  |
| Wanneer een chef-kok en zijn personeel worden vermoord door vergiftiging gaan Sherlock en Joan op onderzoek uit. Ondertussen raakt Bell geïnteresseerd in een vrouwelijke collega, dit zorgt ervoor dat Sherlock zich realiseert dat zijn relatie met Fiona op een belangrijke punt is beland. |            |                                        |                  |                                  | |                  |  |
| 103 | 7          | Bang Bang Shoot Chute                  | Jerry Levine     | Celeste Chan Wolfe               | Samantha Quan - Lin Wen Quincy Dunn-Baker - Mark Trenchman Bill Dawes - Declan Boyle Laura Heisler - Roz Healy                                                                       | 20 november 2016 |  |
| Wanneer een basejumper tijdens een sprong wordt doodgeschoten gaan Sherlock en Joan op onderzoek uit. Het blijkt dat zij naar twee moordenaars moeten zoeken, zijn parachute werd door een ander gesaboteerd. Ondertussen neemt Joan drastische maatregelen om te verzekeren dat Shinwell niet terugvalt in zijn oude gewoontes, nadat zijn zus hem heeft gezien met een bekende uit zijn oude bende. |            |                                        |                  |                                  | |                  |  |
| 104 | 8          | How the Sausage Is Made                | Michael Pressman | Mark Hudis                       | Fran Kranz - Brendan Farley Jeff McCarthy - Werner Platz Haynes Thigpen - Benson Durant Rosie Benton - Grace Cockburn                                                                | 27 november 2016 |  |
| Joan maakt zich zorgen dat Sherlock terugvalt in zijn drugsverslaving, dit omdat zij ontdekt dat hij gelogen heeft over zijn aanwezigheid bij bijeenkomsten van drugsverslaafden. Ondertussen ontdekken zij dat de dood van een man veroorzaakt werd door een vergiftigde worst. Deze dood blijkt in verbinding te staan met een laboratorium dat werkt aan kunstmatig gemaakte vleesindustrie. |            |                                        |                  |                                  | |                  |  |
| 105 | 9          | It Serves You Right to Suffer          | Aidan Quinn      | Kelly Wheeler                    | Dorian Missick - agent Whitlock Debi Mazar - rechercheur Cosa Susan Blommaert - dr. Xanthopoulos Ruffin Prentiss - Laquan 'Tall Boy' Eversley                                        | 11 december 2016 |  |
| Wanneer een bendelid vermoord wordt gevonden op het terrein van een rivaliserende bende gaan Sherlock en Joan op onderzoek uit. Het bewijs wat zij vinden wijst al snel een verdachte aan, het blijkt Shinwell te zijn. Sherlock en Joan geloven niet dat hij de dader is, en moeten nu snel de echte dader vinden voordat Shinwell gearresteerd wordt. Ondertussen onderzoeken Sherlock en Joan de betrokkenheid van Shinwell met zijn oude bende The South Bronx Killas. |            |                                        |                  |                                  | |                  |  |
| 106 | 10         | Pick Your Poison                       | Jeremy Webb      | Bob Goodman                      | William Ragsdale - Patrick Moore Jake Brinskele - Ethan Charlie Pollock - Lee Fisk Chris McKinney - rechercheur Guzman Wendell B. Franklin - DEA agent Ritter Jeremy Burnett - Duane | 18 december 2016 |  |
| Wanneer de DEA nummer en identificatie van Joan wordt gestolen door een drugssmokkelaar leidt dit naar twee dode lichamen, een reumatoloog en de moeder van een patiënt. Ondertussen worstelt Sherlock met een ongewenst cadeau van Shinwell, terwijl hij Shinwell op het rechte pad probeert te houden. |            |                                        |                  |                                  | |                  |  |
| 107 | 11         | Be My Guest                            | Maja Vrvilo      | Jason Tracey                     | Wade Williams - Ryan Decker Deirdre Lovejoy - Carrie Traub Jaime Lincoln Smith - Darnell Langston Tina Chilip - ms. Vee n Bolton - mr. Charles                                       | 8 januari 2017   |  |
| Tijdens het afhandelen van een moordzaak ontdekt Sherlock bewijs dat een vrouw al voor jaren tegen haar wil gevangen wordt gehouden. Nu moeten hij en Joan een strijd tegen de klok voeren om haar te vinden, dit voordat haar ontvoerder haar laat verdwijnen. Ondertussen ziet Joan moeilijkheden aankomen als zij ontdekt dat Shinwell zijn nieuwe opleiding tot informant niet serieus neemt, en dat hij grote risico’s neemt met zijn oude bende. |            |                                        |                  |                                  | |                  |  |
| 108 | 12         | Crowned Clown, Downtown Brown          | Michael Slovis   | Jordan Rosenberg                 | Barry Shabaka Henley - Wendell Hecht Damian Young - agent Breslin Chasten Harmon - Chantal Milner Brian Muller - River Robert Christopher Riley - Roy Booker                         | 15 januari 2017  |  |
| Wanneer een man, verkleed als clown, wordt vermoord gaan Sherlock en Joan op onderzoek uit. Het onderzoek brengt hen tot ontdekking dat iemand het drinkwater voor New York wil besmetten met een gevaarlijke bacterie. Ondertussen helpt Joan Marcus met de naweeën van een caféruzie tussen hem en de ex-man van zijn vriendin. Dit gebeuren kan effect hebben voor de carrière van zijn vriendin als openbaar aanklager. |            |                                        |                  |                                  | |                  |  |
| 109 | 13         | Over a Barrel                          | Guy Ferland      | Jeffrey Paul King                | Isiah Whitlock jr. - Jack Brunelle Shuler Hensley - Frank Trimble Robert Capron - Mason Teddy Cañez - Maynor Palacio Rodney Richardson - Reggie                                      | 29 januari 2017  |  |
| Een vader van een moordslachtoffer neemt een eetcafé met de aanwezige gasten in gijzeling, om zo Sherlock en Joan te dwingen om de zaak van zijn zoon opnieuw te onderzoeken. De vader geeft hen tot middernacht om de ware dader te vinden, dit omdat dan de verjaringstermijn verstrijkt. Met Joan als medegegijzelde en een paar uur voor het einde van het ultimatum, gaat Sherlock samen met Marcus undercover om zo erachter te komen wat er werkelijk toen gebeurd is. Het onderzoek brengt hen naar bewijzen van een enorme smokkeloperatie en een bendeoorlog. |            |                                        |                  |                                  | |                  |  |
| 110 | 14         | Rekt In Real Life                      | John Polson      | Robert Hewitt Wolfe              | Christine Taylor - ms. Linquest Kathy Najimy - Rayna Carno Rachel York - Carla Giovanni Brian Hutchison - Kurt Godwyn                                                                | 19 februari 2017 |  |
| Sherlock en Joan duiken in de wereld van eSport, wanneer zij de moord onderzoeken op een populaire blogger. Ondertussen probeert Shinwell het contact met zijn dochter Chevonne te herstellen, wanneer zij zijn hulp nodig heeft. |            |                                        |                  |                                  | |                  |  |
| 111 | 15         | Wrong Side of the Road                 | Jennifer Lynch   | Robert Doherty Jason Tracey      | Ophelia Lovibond - Kitty Winter Blair Brown - Kate Durning Regina Taylor - dr. Wilkerson Michael Patrick Thornton - Eli Kotite Marianne Muellerleile - Margaret                      | 5 maart 2017     |  |
| De voormalige protegé van Sherlock, Kitty, keert terug naar New York om daar naar een moordenaar te zoeken die een connectie heeft met een eerder onderzoek. Zij wil hem opsporen voordat zij en Sherlock zijn doelwit worden. |            |                                        |                  |                                  | |                  |  |
| 112 | 16         | Fidelity                               | Christine Moore  | Jason Tracey Robert Doherty      | Alan Rosenberg - Sydney Garber Ophelia Lovibond - Kitty Winter Blair Brown - Kate Durning Tim Guinee - NSA agent McNally Marianne Muellerleile - Margaret                            | 12 maart 2017    |  |
| Joan en Kitty proberen te bewijzen dat een reeks moorden, waaronder een oude zaak van Sherlock en Kitty in Londen, in verbinding staan met een geheime afspraak tussen de internationale overheid en de Defense Intelligence Agency. Ondertussen ontstaat er een spanning in de relatie tussen Sherlock en Kitty wanneer zij belangrijk nieuws mededeelt. |            |                                        |                  |                                  | |                  |  |
| 113 | 17         | The Ballad of Lady Frances             | Aaron Lipstadt   | Bob Goodman Jordan Rosenberg     | John Doman - gemeenteraadslid Slessinger Mark Boone Junior - gitaarexpert Julian Elijah Martinez - Denton Clark Diane Davis - ms. Azoff Henry Zebrowski - Cosmo                      | 19 maart 2017    |  |
| De politie roept de hulp in van Sherlock en Joan wanneer een geweerschotdetectiesysteem een schot heeft opgevangen, en er geen lichaam en bewijzen wordt gevonden. Ondertussen worden Sherlock en Joan achterdochtig wanneer Shinwell slachtoffer wordt van een schietpartij vanuit een auto, en deze onthuld een connectie tussen hem en een onopgeloste moordzaak. |            |                                        |                  |                                  | |                  |  |
| 114 | 18         | Dead Man's Tale                        | Alex Chapple     | Tamara Jaron                     | Patrick Fabian - Lars Vestagard Nadia Alexander - Hope Neligan Robert Capron - Mason Julian Elijah Martinez - Denton Clark Danny Johnson - Clarence Drummond                         | 26 maart 2017    |  |
| Sherlock en Joan vragen zich af hoe goed zij Shinwell kennen, wanneer zij de mogelijkheid onderzoeken dat hij weg is gekomen met de onopgeloste moord op zijn vriend. Ondertussen zorgt de laatste zaak ervoor dat zij op jacht gaan naar een schatkaart, die de locatie bevat van een verborgen schat in New York. |            |                                        |                  |                                  | |                  |  |
| 115 | 19         | High Heat                              | Michael Hekmat   | Kelly Wheeler                    | David Corenswet - Houston Spivey Rebecca Luker - Virginia Spivey Dan Lauria - Louis Garmendia Paul O'Brien - coach Paul Fontino Carson Elrod - mr. Drexel                            | 16 april 2017    |  |
| Sherlock en Joan onderzoeken de moord op een privédetective, en volgens Sherlock was het slachtoffer een van de slechtste privédetective van New York. |            |                                        |                  |                                  | |                  |  |
| 116 | 20         | The Art of Sleights and Deception      | Ron Fortunato    | Mark Hudis                       | Jason Butler Harner - Ballard Clifton Chasten Harmon - Chantal Milner Robert Christopher Riley - Roy Booker Maury Ginsberg - Keating                                                 | 23 april 2017    |  |
| Sherlock en Joan onderzoeken de moord op een goochelaar tijdens een klassieke uitvoering. Ondertussen gelooft Joan dat Bell het doelwit is van een aanslag door de ex-man van zijn nieuwe vriendin. |            |                                        |                  |                                  | |                  |  |
| 117 | 21         | Flying into a Rage, Make a Bad Landing | Guy Ferland      | Bob Goodman                      | Danny Burstein - Ted Winthrop Chasten Harmon - Chantal Milner Robert Christopher Riley - Roy Booker Olek Krupa - Fyodor Ukhov Kelly Deadmon - Lara Ukhov                             | 30 april 2017    |  |
| Sherlock en Joan zoeken de verdachte die volgens hen achter de aanval op Chantal zit, en van de zogenaamde zelfmoord van haar ex-man. Bell is ondertussen bezig met zijn persoonlijke zoektocht op vergelding voor Chantal. Sherlock maakt een hartbrekende ontdekking over Bell. |            |                                        |                  |                                  | |                  |  |
| 118 | 22         | Moving Targets                         | Lucy Liu         | Robert Hewitt Wolfe              | Tomiwa Edun - Akello Akeny Mark Deklin - Jake Bozeman Karen Pittman - Daria Wyngold James Chen - inspecteur Morrison                                                                 | 7 mei 2017       |  |
| Wanneer een realityshow deelnemer wordt vermoord gaan Sherlock en Joan op onderzoek uit. Een andere deelnemer wordt al snel hun belangrijkste verdachte. De verdachte blijkt een voormalig oorlogsmisdadiger te zijn, en dat hij de grootste moordenaar blijkt te zijn waar zij ooit jacht op hebben gemaakt. Ondertussen verschijnt Shinwell weer ten tonele, en vraagt Joan voor een gunst. |            |                                        |                  |                                  | |                  |  |
| 119 | 23         | Scrambled                              | Christine Moore  | Jason Tracey                     | Stephen Rider - Tyus Wilcox Al Thompson - Bonzi Folsom Ruffin Prentiss - Laquan 'Tall Boy' Eversley Chris McKinney - rechercheur Guzman                                              | 14 mei 2017      |  |
| Sherlock en Joan onderzoeken een moord dat hun in een gevaarlijke situatie brengt bij een dodelijk bende. Ondertussen wordt het gedrag van Sherlock zeer irritant wanneer hij in contact komt met een mysterieuze vrouw. |            |                                        |                  |                                  | |                  |  |
| 120 | 24         | Hurt Me, Hurt You                      | John Polson      | Robert Doherty Jeffrey Paul King | Stephen Rider - Tyus Wilcox Jon Huertas - Halcon Donald Paul - Socks Clark Jackson - ADA Nelson                                                                                      | 21 mei 2017      |  |
| Sherlock en Joan ontmaskeren het hoofd van een misdaadbende, dit tot grote afkeuring van de bende. Op het einde van deze aflevering ondergaat Sherlock een hersenscan, dit omdat hij de laatste tijd symptomen vertoonde van geheugenverlies. |            |                                        |                  |                                  | |                  |  |